# Una farfalla gialla chiamata Sfinge
Una farfalla gialla chiamata Sfinge è un dramma epistolare del drammaturgo francese Christian Palustran, messo in scena per la prima volta da Patrick Schoenstein, a Nancy (Francia), Caveau de la Roëlle, nel 1988.

## Storia
Questa opera ha rappresentato la Francia nel 1988 nelle Estivades Internazionale IATA in Marche-en-Famenne (Belgio). Nel 1990, è stata rappresentata in Charleroi (Belgio) e al Festival Universitario Spagnolo (Valladolid) per il Théâtre du Belvédère per poi essere rappresentata nel 1991 al Centro Drammatico Nazionale per i Giovani di Lille (CDEJ) in una messa in scena di François Gérard. Allo stesso modo è stata rappresentata in varie città della Franciae in particolare a Parigi, Espace Beaujon, nel 2013 in una regia di Nadine Hermet.
L'opera è stata tradotta e rappresentata in diverse lingue e paesi: nel 2003 in Romania, Teatro di Baia Mare, in una regia di Gavril Pinte e nel 2006, negli Stati Uniti (A Yellow Butterfly Called Sphinx, New York, New Loft Ensemble), diretta da Josh Edelman).

## Sinossi
L'opera è composta da 33 lettere: uno studente sconosciuto scrive alla sua professoressa di matematica. Lei, dapprima riluttante, finisce per rispondergli e tra loro si instaura una corrispondenza segreta. Le parole poi conducono l'azione verso un finale commovente e inaspettato.

## Analisi
Immaginando un dramma fatto solo di lettere, Christian Palustran si è posto una sfida: quella di "scrivere una vera opera teatrale con emozioni e colpi di scena, che tengano lo spettatore con il fiato sospeso...". I fatti sembrano mostrare che la sfida è stata vinta: l'opera è spesso ripresa; alcuni critici hanno parlato di un'indagine epistolare di polizia, altri sono stati sensibili alla natura sorprendente del dramma umano, legato all' adolescenza e all'ambiente scolastico contemporaneo.

## Traduzioni
- (EN) (FR) (IT)  Un papillon jaune appelé Sphinx, A Yellow Butterfly Called Sphinx, Una farfalla gialla chiamata Sfinge, La Fontaine, 2002, ISBN 2-907846-64-7. Edizione trilingue in francese, inglese e italiano.[4]